# Amt Eggebek
Amt Eggebek (dansk Eggebæk) er et amt i det nordlige Tyskland, beliggende i den nordøstlige del af Kreis Slesvig-Flensborg. Kreis Slesvig-Flensborg ligger i den centrale del af delstaten Slesvig-Holsten. Administration ligger i Eggebæk (tysk Eggebek) og består af et forvaltningssamarbejde mellem otte kommuner.
Amtet grænser i nordvest op til Amt Skovlund (Schafflund), i nordøst til Amt Handved (Handewitt), i vest til Kreis Nordfriesland (Nordfriesland), i syd til Amt Sølvested (Silberstedt) og i øst til Amt Oversø (Oeversee).

## Amtets kommuner
1. Eggebæk (tysk Eggebek)
2. Janneby
3. Jerrishøj (Jerrishoe)
4. Jørl (Jörl)
5. Langsted (Langstedt)
6. Sollerup
7. Sønder Haksted (Süderhackstedt)
8. Vanderup (Wanderup)